# Infamous
Infamous er en amerikansk dramafilm fra 2006 instrueret og skrevet af Douglas McGrath. Filmen har Toby Jones i hovedrollen som forfatteren Truman Capote i slutningen af 1950'erne og begyndelsen af 1960'erne. 

## Medvirkende
- Toby Jones som Truman Capote
- Sandra Bullock som Harper Lee
- Daniel Craig som Perry Smith
- Jeff Daniels som Alvin Dewey
- Lee Pace som Richard Hickock
- Peter Bogdanovich som Bennett Cerf
- Hope Davis som Slim Keith
- Isabella Rossellini som Marella Agnelli
- Juliet Stevenson som Diana Vreeland
- Sigourney Weaver som Babe Paley
- Michael Panes som Gore Vidal
- John Benjamin Hickey som Jack Dunphy
- Gwyneth Paltrow som Kitty Dean